# Modelo dos gansos voadores
O Modelo dos gansos voadores é nome dado a um paradigma de desenvolvimento econômico criado para o sudeste da Ásia. Ele foi desenvolvido na década de 1930 e se tornou popular na década de 1960, a partir da publicação de um trabalho de Kaname Akamatsu no Journal of Developing Economies. Consiste no aproveitamento da sinergia criada na região, por meio de grandes investimentos empresariais, sob a liderança do Japão.

## O modelo

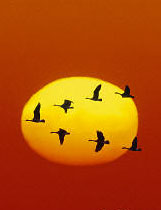
Gansos em formação de voo.

Trata-se de um modelo de divisão internacional do trabalho para o Leste Asiático, baseado na teoria das vantagens comparativas. O paradigma postula que as nações asiáticas alcançariam o Ocidente, obedecendo a uma lógica segundo a qual a produção de commodities transferir-se-ia dos países mais avançados para os menos avançados. As nações subdesenvolvidas da região seriam consideradas "alinhadas sucessivamente atrás das nações industriais avançadas na ordem dos seus diferentes estágios de crescimento, seguindo um padrão análogo ao do voo dos gansos selvagens". O ganso líder é o próprio Japão; o segundo grupo de nações seria constituído pelos países recentemente industrializados (Coreia do Sul, República da China, Singapura e Hong-Kong). Depois desses dois grupos, viriam os principais países da ASEAN (Filipinas, Indonésia, Tailândia e Malásia) e, finalmente, os principais países menos desenvolvidos na região (República Popular da China, Vietnã, etc.) fariam a retaguarda na formação.
O ponto de partida do modelo é o "imperativo do líder para a reestruturação interna", devido aos seus crescentes custos trabalhistas. A manutenção das vantagens comparativas (em escala global) do "ganso líder" impõe uma crescente substituição do padrão de produção trabalho-intensivo por atividades mais intensivas em capital. Assim, o líder vai transferindo gradativamente os ramos da produção de baixa produtividade para as nações que estão mais abaixo na hierarquia. Esse padrão  se reproduz em seguida, nos países das fileiras inferiores. O impulso para desenvolvimento sempre vem da fileira superior, o que faz com que muitos classifiquem o MGV como um modelo "de cima para baixo". O MGV tem provado ser útil para descrever os padrões de produção do Leste Asiático, como no caso das indústrias têxteis, que deixaram  não só o Japão - a mais avançada economia da região - e, posteriormente, também a Coreia do Sul, Taiwan, etc. Essas nações da segunda fileira estão agora firmemente consolidadas na indústria automobilística, por exemplo, e  começam a mudar para ramos industriais mais avançados, como microcomputadores e similares.
O veículo para a transferência de tecnologia é o ponto em que o trabalho de Akamatsu é menos desenvolvido. Ele sugere entretanto que o efeito demonstração do comércio internacional desempenha um papel importante, bem como o "espírito animal dos empreendedores" dos países em desenvolvimento. Mais recentemente, versões modificadas do MGV  - como a apresentada por Ozawa (1995) - mostram a importância das empresas transnacionais nessa área.
No que diz respeito à ordem interna das nações dentro do modelo, Akamatsu não considerou que as posições relativas não são  permanentemente fixas mas podem ser consideradas como essencialmente instáveis. Essa ideia é mais provavelmente ligada às memórias do desenvolvimento japonês no final do século XIX, quando o país foi catapultado de uma posição de irrelevância tecnológica para  se tornar uma potência industrial consolidada. Outros acadêmicos, todavia, têm enfatizado a estabilidade e harmonia do crescimento conjunto previsto pelo MGV, de modo que seria difícil para uma nação mudar de uma fileira para outra.